# Cristoforo Marcello
Cristoforo Marcello (* um 1480 in Venedig; † 1527 vermutlich in der Seefestung Gaëta) war ein italienischer römisch-katholischer Theologe und Humanist des 16. Jahrhunderts aus venezianischem Adel. Marcello wurde im Zeitalter der Glaubenstrennung zum italienischen literarischen Gegenspieler Martin Luthers.

## Leben und Werk
Genaue Geburts- und Sterbedaten von Cristoforo Marcello sind unbekannt. Nach dem frühzeitigen Tode seines Vaters im Jahr 1484 erhielten Marcello und seine männlichen Geschwister eine vom venezianischen Senat 1485 bewilligte Rente. Marcello studierte ab 1498 an der Universität Padua und promovierte dort am 26. Oktober 1501 zum Doktor der Künste. 1501 wurde er Protonotar der philosophischen Fakultät dieser Universität und hielt dieses Amt bis 1503. 1507 oder 1508 wurde er von Papst Julius II. zum apostolischen Protonotar ernannt.
In der 4. Sitzung des Fünften Laterankonzils am 10. Dezember 1512 hielt Marcello seine berühmte Lobrede De officio principis auf Papst Julius II. 1514 wurde Marcello Erzbischof von Korfu. Trotzdem hielt er sich meistens in Rom auf. Er veröffentlichte unter eigenem Namen unter dem Titel Rituum ecclesiasticorum sive Sacrarum caeremoniarum S. Romanae Ecclesiae libri tres das sogenannte Caeremoniale Romanum. Dieses enthielt die von den päpstlichen Zeremoniaren Agostino Patrizi und Johannes Burckard 1488 gesammelten Gebräuche der Cappella Papale. Er musste sich deswegen einer Plagiatsdiskussion, die vor allem durch den Zeremonienmeister des Vatikans Paride Grassi geführt wurde, stellen. Dieses Werk wurde später mehrfach neu aufgelegt. Das Werk wurde für die liturgische Entwicklung bedeutungsvoll. Marcello veröffentlichte darüber hinaus zahlreiche Werke im Grenzbereich  zwischen Philosophie und Theologie. In die Glaubensspaltung griff Marcello mit dem Werk De authoritate Summi Pontificis gegen Martin Luthers Resolutio super Propositione XIII. de potestate Papae von 1519 ein und wurde dessen italienischer literarischer Gegner.
1527 wurde Marcello beim Sacco di Roma von Soldaten des Fernando Alarcón y Mendoza festgenommen und auf die Seefestung Gaëta verbracht. Am 9. Juli bat er seinen Bruder Gerolamo um die Zahlung des geforderten Lösegeldes in Höhe von 6000 Dukaten. Im August 1527 traf in Venedig die Nachricht von Marcellos Tod ein. Die Umstände sind nicht genau bekannt, aber offensichtlich wurde er von Soldaten sehr schlecht behandelt, so dass er schließlich in der Festung Gaeta starb.